# Église Notre-Dame de Lorette (Parijs)
De Église Notre-Dame-de-Lorette (Kerk van Onze-Lieve-Vrouw van Loreto) is een kerkgebouw in het 9e arrondissement van Parijs. De kerk werd in 1984 geclassificeerd als monument historique en is een van de meest kleurrijke kerken van de Franse hoofdstad.

## Geschiedenis
De bouw van de kerk werd vanaf 1823 begonnen tijdens de regering van Lodewijk XVIII en vond zijn voltooiing in 1836 onder het bewind van koning Lodewijk Filips I. De eerste steen werd gelegd op 25 augustus 1823.
De bouw van de kerk vond plaats in de wijk Porcherons in een periode dat Parijs een grote bouwput was. De wijk lag buiten de muren van de stad en stond er om bekend dat men het er niet zo nauw nam met de heersende opvattingen. De meest nabije kerken voor de bevolking van Porcherons waren de Sint-Petruskerk van Montmartre in het noorden of de Sint-Eustachiuskerk in het zuiden. De Kerk van de Heilige Drie-eenheid werd pas in 1867 en de Heilig-Hartkerk nog later, in 1914, gebouwd. Het bouwen van een kerk in Porcherons was dus zeer dringend gewenst.
Er bestond eerder een aan de Onze-Lieve Vrouw van Loreto gewijde kapel aan de rue Lamartine, maar deze kapel werd verwoest door de Franse Revolutie. Vervolgens werd een nieuwe kapel opgericht op de plaats waar tegenwoordig het kruispunt van Chateaudun ligt. In 1821 volgde het besluit van de bouw van de huidige kerk. Vanwege de bodemgesteldheid stelde de architect Louis-Hippolyte Lebas als enige voor om het gebouw op palen te bouwen. Lebas vroeg zijn vriend Ingres hem te helpen bij de keuze voor de kunstenaars om het godshuis te decoreren.
Oorspronkelijk zou de kerk zich richting het noorden openen, maar dat plan werd teruggedraaid na de aanleg van de rue Lafitte vanuit Parijs. De huidige kerk opent zich naar het zuiden toe en vormt naar het noorden toe de afsluiting van de rue Lafitte.
In oktober 2013 werd de kerk geregistreerd op de World Monuments Fund-lijst van bedreigde monumenten. Het interieur is in een ernstig vervallen staat.

## Beschrijving

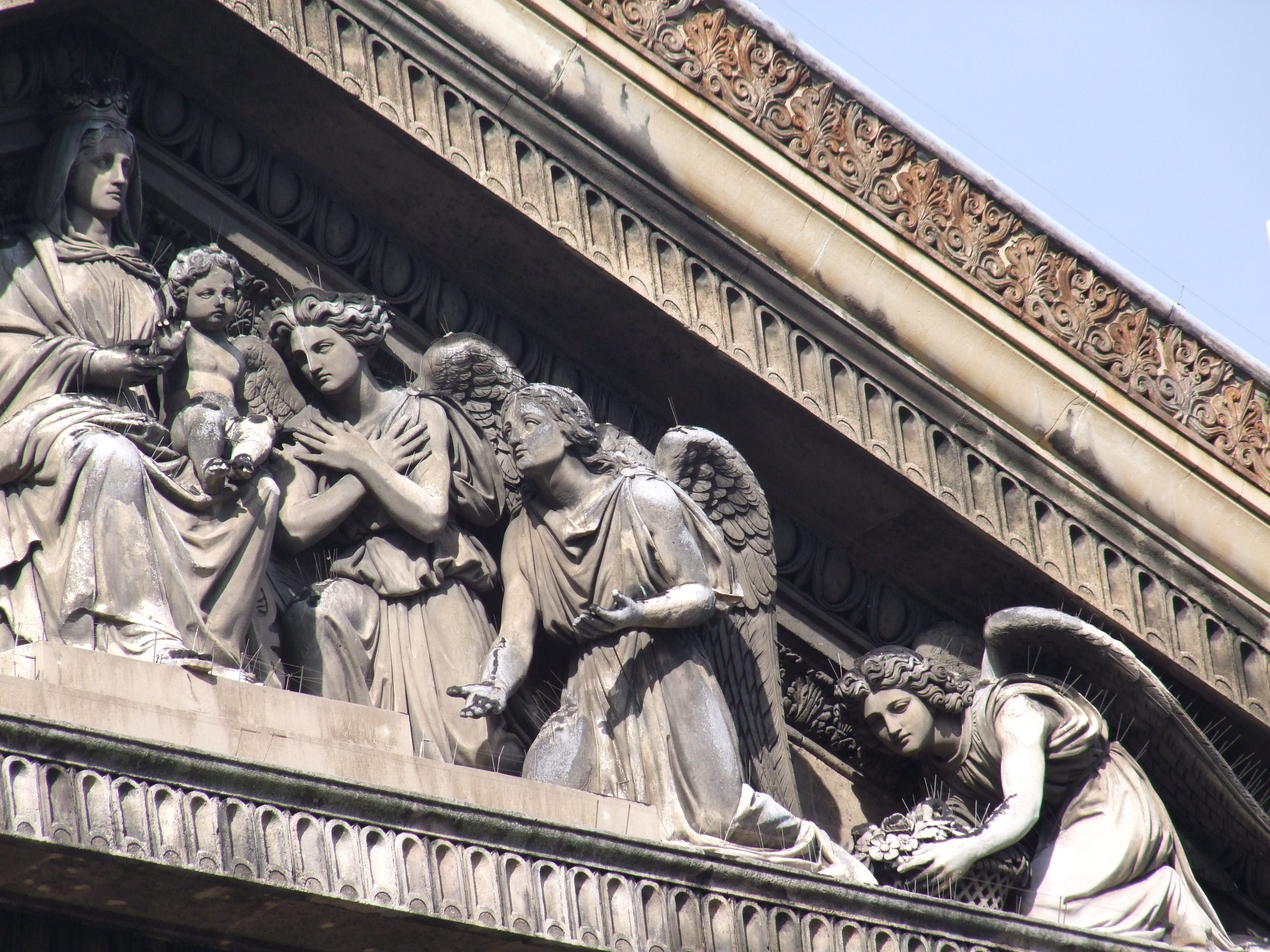
Beeldengroep in het timpanon

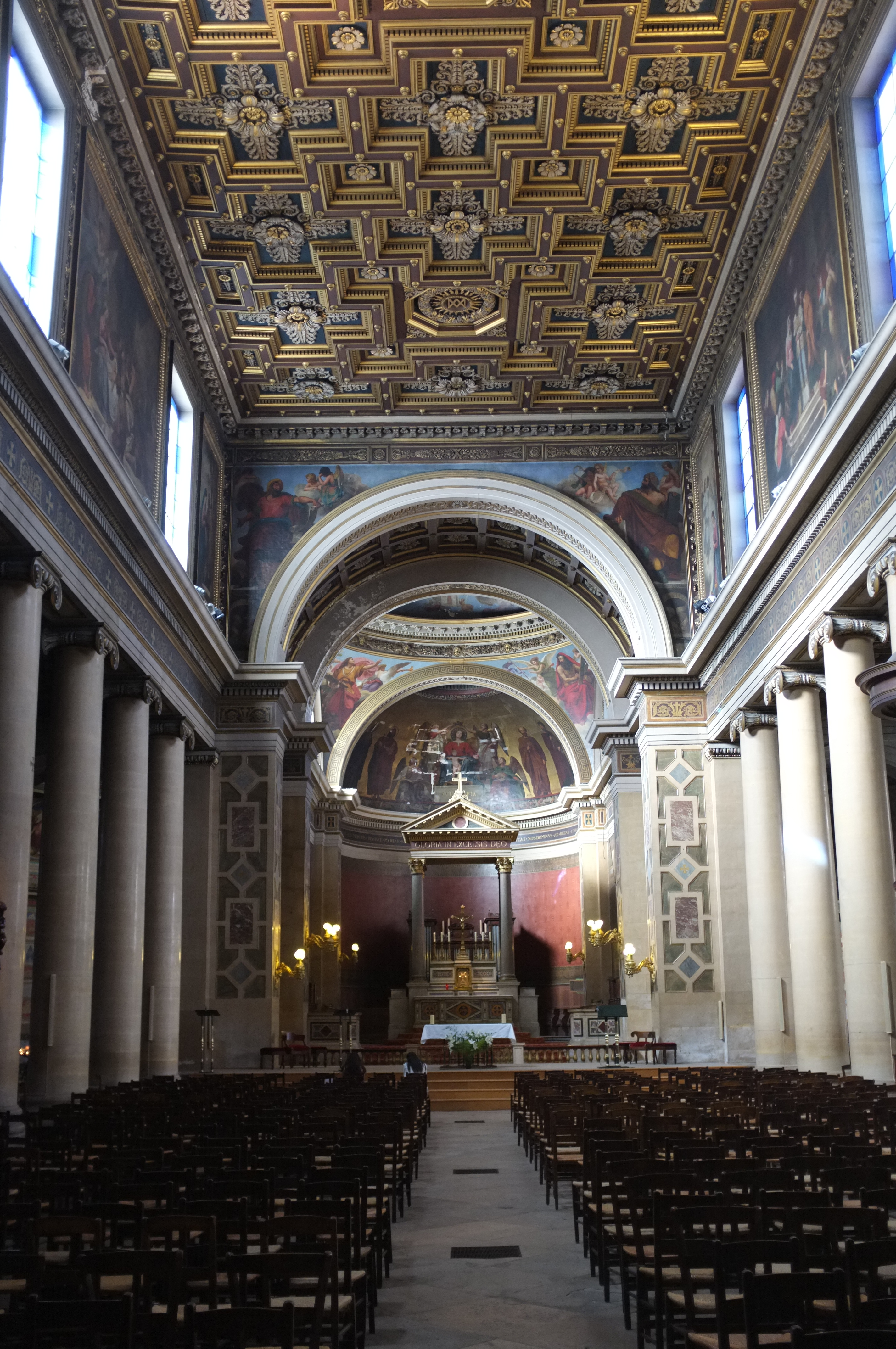
Interieur

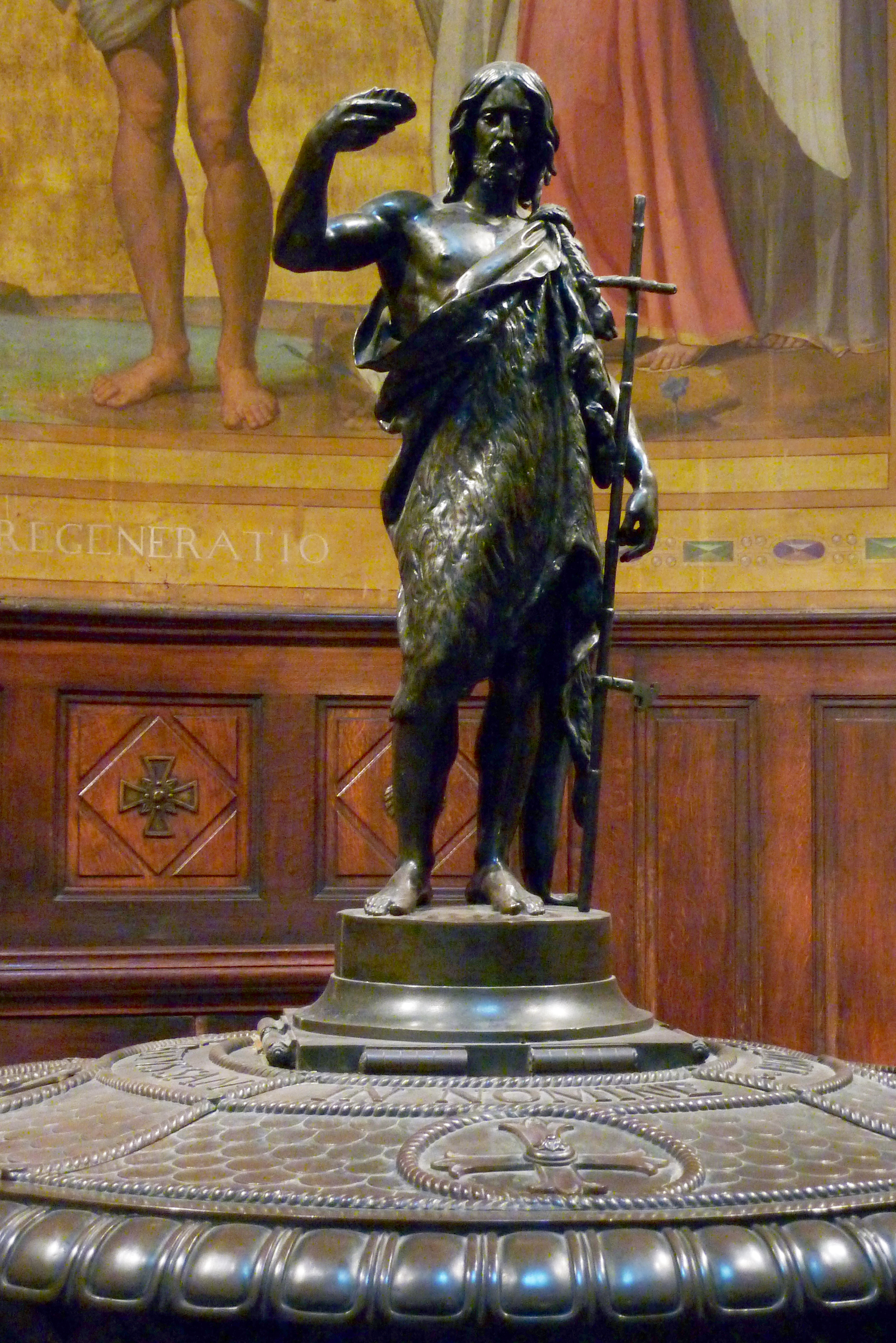
Beeld Johannes de Doper op de deksel van het doopvont

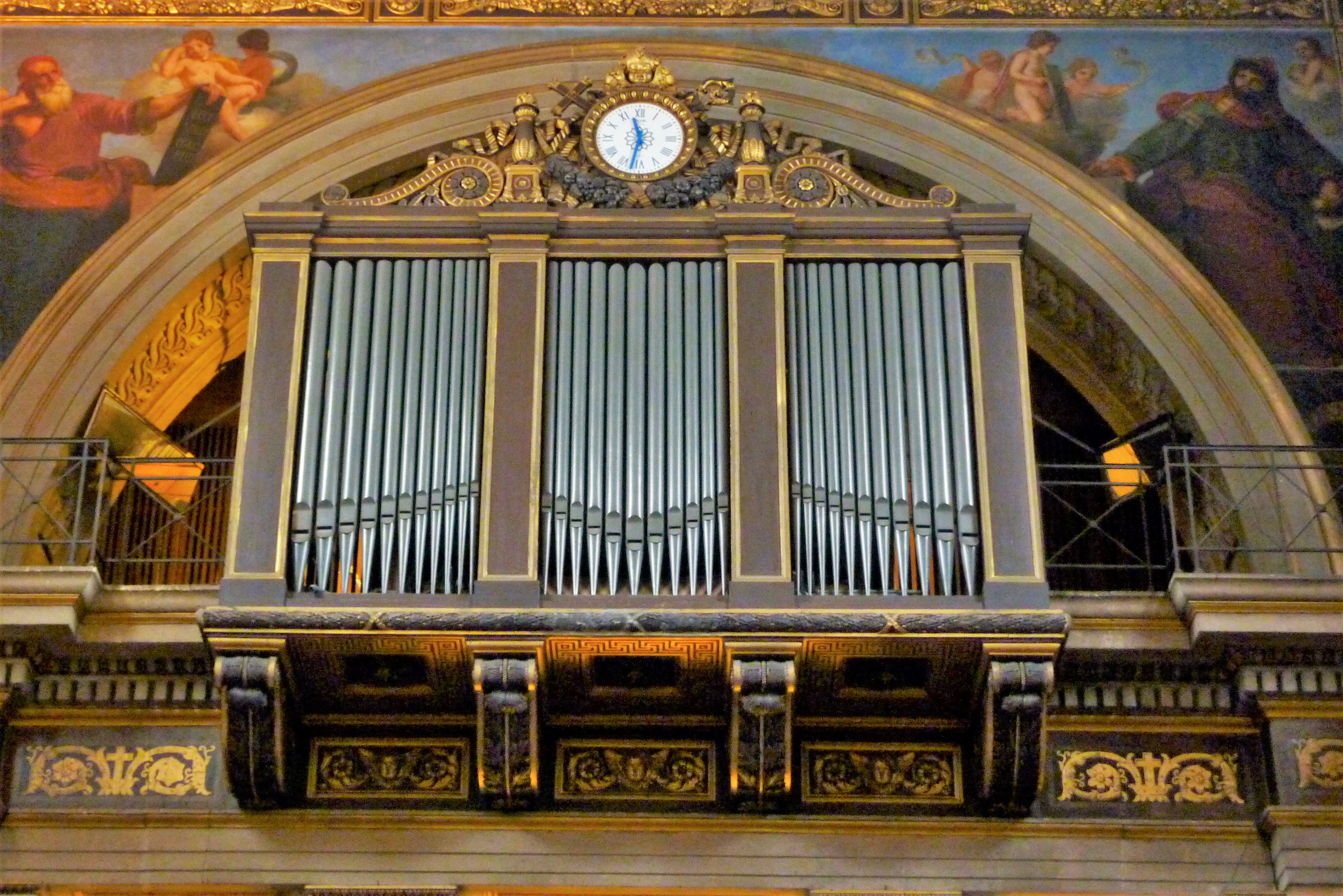
Orgel

De kerk werd gebouwd in de destijds populaire stijl van het classicisme als een klassieke basiliek zonder een van buiten zichtbaar transept. In het midden van het timpaan van de gevel zetelt de Heilige Maagd met het Kind omgeven door knielende engelen, het is een werk van Charles-François Lebœuf. Boven de gevel staan de beelden die de christelijke deugden Hoop, Geloof en Liefde voorstellen. Ze werden gemaakt door verschillende beeldhouwers: het beeld van de Liefde met twee kinderen op de top van de gevel werd gemaakt door Charles-René Laitié, de Hoop met het anker stamt van Philippe Joseph Henri Lemaire en het Geloof met de kelk en hostie van Denis Foyatier. De leuze Liberté, Égalité, Fraternité (Vrijheid, Gelijkheid en Broederschap) boven de toegang werd in 1902 toegevoegd.
De muren van de door ionische zuilen in drie ruimten verdeelde kerk werden volledig versierd. Vier kapellen corresponderen met vier belangrijke sacramenten van het christelijke leven omzomen het middenschip: de doopkapel rechts van de ingang, de kapel van de eucharistie in het noordoosten, de trouwkapel van Victor Horsel in het noordoosten en ten slotte, in het zuidoosten, Blondel's kapel van het sacrament der zieken.
In de apsis wordt de Kroning van Maria van de kunstschilder François-Édouard Picot uitgebeeld. Voorstellingen uit het leven van de Maagd Maria afgewisseld met rechthoekige vensters sieren het bovenste deel van het kerkschip. De meerderheid van de iconografieën zijn geënt op apocriefe geschriften.
Het enige zichtbare gebrandschilderde venster in de kerk bevindt zich in het noordoosten van de kerk. Het betreft een voorstelling van een Maria-Tenhemelopneming uit de ateliers van de Manufacture nationale de Sèvres. Een bestelde maar nooit gerealiseerde tegenhanger zou Mozes met de stenen tafelen voorstellen. De eikenhouten preekstoel en het houten beeld van Maria zijn het werk van de beeldhouwer Augustin-Alexandre Dumont.

## Orgel
Het belangrijkste orgel werd tussen 1836 en 1838 gebouwd door Aristide Cavaillé-Coll en in 1881 respectievelijk in 1975 gerestaureerd door Haerpfer-Erman. Van 1846 tot 1856 speelde de componist César Franck op het kerkorgel. Het orgel heeft de volgende dispositie
| I Positif C–f3 |       |
| Montre         | 8′    |
| Bourdon        | 8′    |
| Salicional     | 8′    |
| Prestant       | 4′    |
| Flûte          | 4′    |
| Nasard         | 2/3′  |
| Doublette      | 2′    |
| Tierce         | 13/5′ |
| Fourniture IV  |       |
| Cymbale III    |       |
| Cornet V       |       |
| Trompette      | 8′    |
| Cromorne       | 8′    |
| Clairon        | 4′    |

| II Grand-Orgue C–f3   |        |
| Montre                | 16′    |
| Bourdon               | 16′    |
| Montre                | 8′     |
| Bourdon               | 8′     |
| Flûte cônique         | 8′     |
| Prestant              | 4′     |
| Flûte                 | 4′     |
| Nasard                | 2/3′   |
| Quarte                | 2′     |
| Tierce                | 13/5′  |
| Grosse fourniture III |        |
| Fourniture III–IV     |        |
| Cymbale IV            |        |
| Cornet V              |        |
| Bombarde              | 8′/16′ |
| Trompette             | 8′     |
| Hautbois              | 8′     |
| Clairon               | 4′     |

| III Récit expressif C–f3 |     |
| Bourdon                  | 8′  |
| Flûte traversière        | 8′  |
| Flûte octaviante         | 4′  |
| Flûte à cheminée         | 4′  |
| Flageolet                | 2′  |
| Cornet III               |     |
| Cor anglais              | 16′ |
| Trompette                | 8′  |
| Hautbois                 | 8′  |
| Voix humaine             | 8′  |

| Pédale C–d1 |     |
| Flûte       | 16′ |
| Flûte       | 8′  |
| Flûte       | 4′  |
| Bombarde    | 16′ |
| Trompette   | 8′  |
| Clairon     | 4′  |

- Koppels: Pos./G.O.; Koppeling G.O.; Tirasse Pos.
- Tremulant.
- Appel d’anches G.O.

## Persoonlijkheden
- Alexandre Aguado, markies van Las Marismas del Guadalquivir, graaf de Monte-Ricco (1784-1842), rijk bankier van Spaanse herkomst en weldoener van de kerk, waar op 12 april 1842 zijn begrafenis met veel pracht en praal werd gevierd.
- Georges Bizet (1838-1875), componist, geboren in Parijs op 25 oktober 1838 en op 17 maart 1840 in de kerk gedoopt.
- Claude Monet (1840-1926), kunstschilder, geboren in Parijs op 14 november 1840, gedoopt in de kerk op 20 mei 1841.